# Генкина, Эсфирь Борисовна
Эсфи́рь Бори́совна Ге́нкина (16 февраля 1901, Екатеринослав — 18 сентября 1978, Москва) — советский историк и педагог, доктор исторических наук (1939), профессор, лауреат Сталинской премии (1943).

## Биография
Дочь торгового служащего Бориса Генкина и Софии Исааковны Генкиной (1870—1950). Окончила Екатеринославское коммерческое училище (1919), работала в редакции газеты и журнала «Звезда». С 1920 член РКП(б).
В 1920—1923 училась в Коммунистическом университете им. Я. М. Свердлова (лекторская группа), в 1925—1930 — в Институте красной профессуры (в семинаре М. Н. Покровского).
С 1923 года на педагогической, партийной и научной работе:
- 1923—1925 преподаватель истории, лектор в Губсовпартшколе и на рабфаке в Туле, 1925—1930 — в Коммунистическом университете им. Свердлова и Международной Ленинской школе, в 1928—1930 доцент на педагогическом и экономическом факультетах Донского университета, читала курс лекций по ленинизму.
- 1930—1935 лектор ЦК ВКП(б) в Горьком, Иванове, Саратове и Сталинграде.
- 1935—1941 научный сотрудник секретариата Главной редакции «Истории гражданской войны» Политиздата. Доктор исторических наук (1939), степень присуждена за книгу «Борьба за Царицын в 1918 г.». Профессор (1939).
- 1938—1941 преподаватель, профессор МИФЛИ.
- август — ноябрь 1941 г. — (в эвакуации, Челябинск) штатный лектор Челябинского обкома ВКП(б)[2]
- ноябрь 1941 — июнь 1942 (в эвакуации, Челябинск) заведующий кафедрой марксизма-ленинизма Киевского медицинского института (ныне ЮУГМУ)[3][4].
- 1942—1945 в Комиссии по истории Великой Отечественной войны при Президиуме АН СССР.
- 1945—1949 старший научный сотрудник Института истории АН СССР. Лишилась должности в результате «борьбы с космополитизмом».
- 1949—1958 профессор кафедры истории СССР (1943—1953), истории СССР советского периода (1953—1958) исторического факультета МГУ.
- с 1958 старший научный сотрудник, с 1972 старший научный сотрудник-консультант Института истории СССР.

Похоронена на Донском кладбище.

## Основные работы
- «Переход Советского государства к новой экономической политике (1921—1922)» (М., 1954),
- «Государственная деятельность В. И. Ленина (1921—1923)» (М., 1969)
- Маркс и пролетарская революция (Сталинград, 1933);
- Марксизм в борьбе с народничеством (Ульяновск, 1936);
- О книге В. И. Ленина «Что такое друзья народа и как они воюют против социал-демократов» (Л., 1936);
- Приезд товарища Сталина в Царицын [в 1918 г.] (Сталинград, 1937);
- Курс истории СССР (М., 1938);
- О книге В. И. Ленина «Что делать?» (М., 1939);
- Борьба за Царицын в 1918 году (М., 1940);
- Документы о героической обороне Царицына в 1918 году (М., 1942);
- Разгром немецких захватчиков в 1918 году: Сб. материалов и документов (Сост.) (М., 1943);
- Героический Сталинград [Очерки] (М., 1943);
- Образование СССР (М., 1943; неск. изд.);
- Роль русского народа в создании сов. многонационального государства (Пенза, 1945);
- СССР в период борьбы за коллективизацию сельского хозяйства (1930—1934) (М., 1952);
- Переход советского государства к новой экономической политике (1921—1922) (М., 1954);
- Ленин-председатель Совнаркома и СТО (М., 1960);
- Государственная деятельность В. И. Ленина 1921—1923 гг. (М., 1969);
- Государственная переписка В. И. Ленина (М., 1970);
- От капитализма к социализму. В 2-х тт. (М., 1981)-в соавт.;
- Протоколы Совнаркома РСФСР как исторический источник изучения гос. деятельности В. И. Ленина (М., 1982).

Редактор изданий:
- Образование СССР: Сб. докум. 1917—1924 (М., 1949);
- Советская страна в период восстановления народного хозяйства (1921—1925) (М., 1972; 1975).

## Награды и премии
- Орден Трудового Красного Знамени (10 июня 1945)
- Сталинская премия I степени (22 марта 1943) — за научный труд «История гражданской войны в СССР» Т. 2, опубликованный в 1942 году
- Премия имени Б. Д. Грекова АН СССР (1974) — за монографию «Государственная деятельность В. И. Ленина. 1921—1923 гг.»